# 岩本乃蒼
岩本 乃蒼（いわもと のあ、1991年9月23日 - ）は、日本テレビアナウンサー。

## 人物
- 大阪府大阪市出身。2014年入社。身長167 cm[2]。
- 名前は本名で、「次の時代を創造出来る人になってほしい」と父親が「ノアの方舟」から名付けた[6][7][8]。
- 趣味：フラメンコ・水泳[9]
- 特技：スペイン語[9]
- 私立雲雀丘学園高校卒業[10]。高校時代に1年間、スペインのカタロニアへ留学した。
- 慶應義塾大学環境情報学部卒業[11][12]。同大学同学部では、トリンドル玲奈と同一学部で同期であった。
- 日本テレビ入社前の大学生時代にファッションモデルおよびタレントの活動を行っており、当時の所属事務所はアミューズであった。
- 防災士の資格を持つ[13]。

## 略歴
- 2010年12月にノンノモデル2010オーディションでグランプリに選ばれ、『non-no』の専属モデルとなる[14]。
- 2011年4月より日本テレビ『ZIP!』のレギュラーとして2年間出演した。
- 2012年3月に行われた名古屋ウィメンズマラソンに出場し、完走する[15]。
- 2013年3月、『non-no』の専属モデルを卒業[16]。
- 2013年3月でアミューズとの契約を終了。
- 2014年4月、日本テレビ入社、6月よりアナウンス部に配属される[17]。 同期は、山﨑誠、山本健太、畑下由佳。
- 2014年6月30日より学生時代に出演していた『ZIP!』に、4代目お天気キャスターとして起用される[15]（2015年3月27日まで）。
- 2014年8月2日より『メレンゲの気持ち』にスタジオ出演。
- 2015年3月30日より『スッキリ!!』に、同日から司会を務める先輩アナウンサーの上重聡とともにレギュラー出演[18]。
- 2017年10月2日より『NEWS ZERO』に、ニュースリーダー担当及び「ZERO CULTURE」担当キャスター（月曜 - 木曜）として起用される[19][20]。
- 2020年11月11日、同期社員との結婚を報告した[7][21]。
- 2022年3月8日にはNHKの国際女性デー関連番組に日本テレビアナウンサーとして出演（NHK Eテレ『ハートネットTV』[22]及びNHKラジオ『武内陶子のごごカフェ』[23]）。
- 2023年3月21日に同年5月から休職し、大学院で災害報道の研究をすることが分かった。キャスターを務めていた「news zero」を同年3月末で卒業した。日テレには、資格取得・留学や、配偶者の転勤への同行などによる休職を可能にする「キャリアサポート休職制度」があり、目的によって最長3年まで休職が認められる。この制度を利用し、夫の転勤地の大学院で防災について学ぶ[8][24]。大学院では社会安全研究科に所属しており、専攻は防災や減災[25]。

## 出演
太字は、出演中

### アミューズ時代

#### テレビ番組
- ZIP!（日本テレビ、2011年4月1日 - 2013年3月29日）
- 1年1組 平成教育学院（フジテレビ、2011年9月4日） - 初出演で最優秀生徒になる
- 芸能★BANG+（日本テレビ、2012年7月10日）

#### ラジオ番組
- ピースメッセージリレー（TOKYO FM、2011年7月2日 - 12月）

#### ファッション誌
- non-no専属モデル（集英社、2011年1月 - 2013年3月）

### 日本テレビ（アナウンサー）

#### 担当番組（テレビ番組）
- ZIP!（2014年6月30日 - 2015年3月27日） - 4代目お天気キャスター
- メレンゲの気持ち（2014年8月2日 - 2016年） - コーナー出演
- SENSORS（2014年10月5日 - 2016年3月）- SENSORS BLUEナビゲーター
- スッキリ!!（2015年3月30日 - 2017年9月29日）[18] - サブ司会
- 火曜サプライズ（2015年7月 - 2018年9月） - スタジオ出演
- チカラウタ（2015年10月18日 - 2017年12月24日） - コンシェルジュ
- NEWS ZERO → news zero
  - 月 - 木曜ニュースキャスター（2017年10月2日 - 2020年9月24日）
  - 杉野真実の代理（2018年5月18日）
  - 畑下由佳の代理（2019年6月7日）
  - 水 - 金曜ニュースキャスター（2020年9月30日 - 2022年9月30日）
  - 水・木曜ニュースキャスター（2022年10月5日 - 2023年3月30日）
  - 金曜メインキャスター[注 1]（2022年10月7日 - 2023年4月1日[注 2]）
- ZERO×選挙（2017年10月22日 - ） - 開票速報担当
- NNNニュース&スポーツ（2017年12月28日、2019年1月4日、2020年1月2日・3日・12月29日・30日） - キャスター
- キューピー3分クッキング（2020年4月13日 - 2023年6月17日） - アシスタント[26]
- いざわ・ふくらの解けば解くほど賢くなるクイズ（2020年11月22日[27]、2021年2月21日[28]・4月30日[29]）- 番組進行役
- アナザースカイ（2021年4月29日 - 2021年7月） - 女性MC
- NNNストレイトニュース
  - 杉野真実の代理（2021年6月19日・12月25日）
  - 豊田順子の代理（2021年8月22日）
- news every.
  - 土曜版キャスター（2021年6月19日・12月25日）[30]
  - 年末年始版メインキャスター（2021年12月28日・29日）
- NNNニュースサンデー（2022年8月28日）
- 日テレNEWS24（平日不定期、月1回のニュース企画「中国探究」および「皇室日記@日テレNEWS24」も担当）

#### テレビドラマ
- きょうは会社休みます。 最終回（2014年12月17日） - 帝江物産OL 役[31]